# Mercedes-Benz L4500

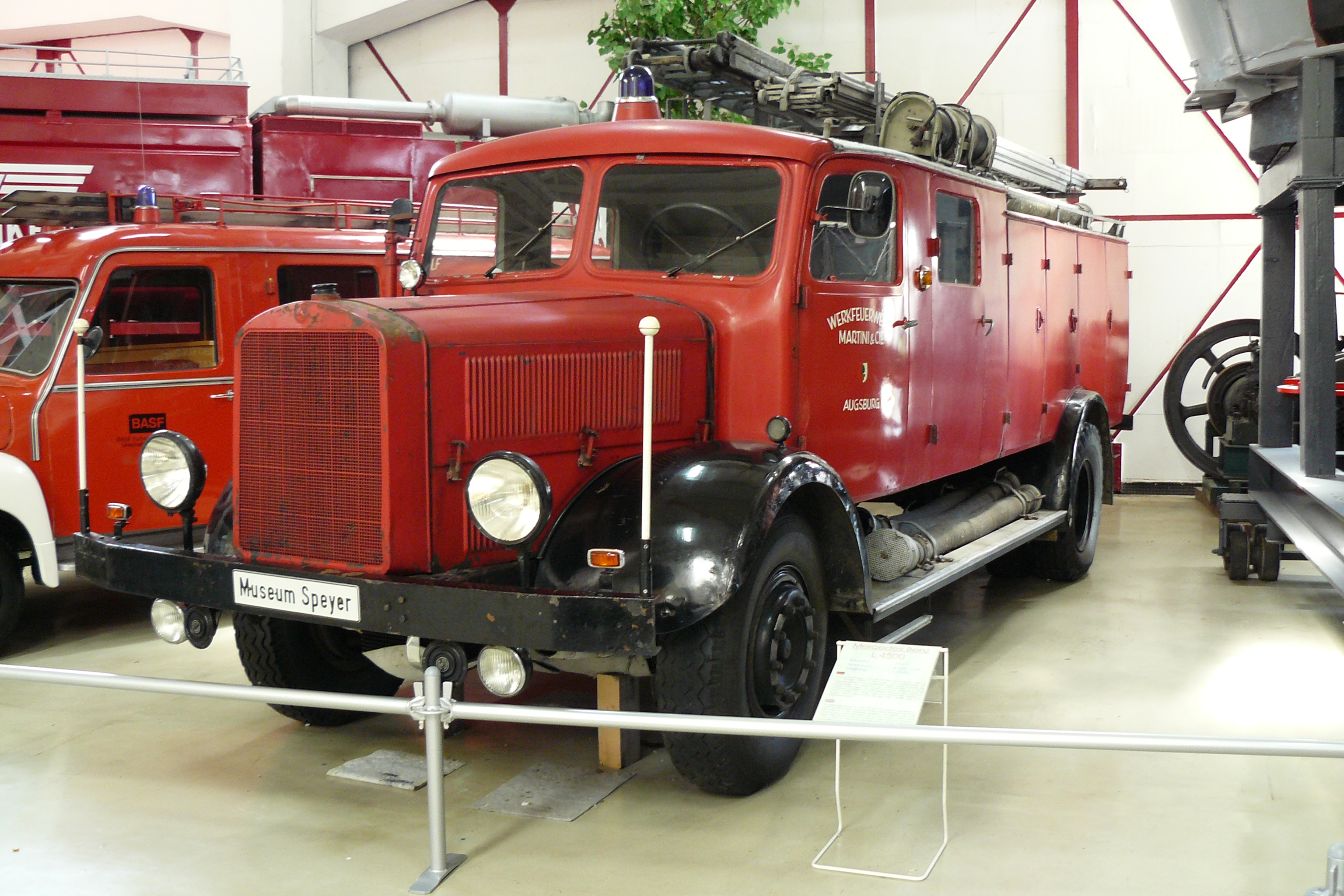
Mercedez-Benz L4500 brandweerwagen gebouwd in 1942 met houten cabine. (Technikmuseum Speyer)

De Mercedes-Benz L 4500 was een zware vrachtwagen gebouwd door Daimler-Benz tijdens de Tweede Wereldoorlog. Er waren twee versies beide met een laadvermogen van circa 4,5 ton. De S-versie had alleen aandrijving op de achterwielen en de A-versie had aandrijving op alle wielen. Het voertuig is gedurende de gehele oorlog geproduceerd en is zelfs na de oorlog nog voor korte tijd wederom in productie genomen.

## Algemeen
De Mercedes-Benz L 4500 was een standaard zware vrachtwagen voor de Wehrmacht. De productie van de L 4500S begon in 1939 en werd in 1944 gestaakt, de versie met aandrijving op alle wielen (4x4), de L 4500A, rolde vanaf 1941 uit de fabriek. Het voertuig is ook door de Oostenrijkse vrachtwagenproducent Saurer gemaakt in 1944 en 1945. In totaal zijn ongeveer 9000 voertuigen geproduceerd. De militaire aanduiding 4500A staat voor een voertuig met een laadvermogen van 4500 kilogram en voor aandrijving op alle wielen, Allradantrieb. De S stond voor Standard.

## Beschrijving
Het voertuig was uitgerust met een watergekoelde dieselmotor van Daimler-Benz. De zes cilinders waren opgesteld in lijn en de motor had een cilinderinhoud van 7274 cc. De versnellingsbak telde vijf versnellingen voor- en een achteruit. De A-versie was verder met een extra reductiebak uitgerust waardoor alle versnellingen in hoge- en lage gearing gebruikt konden worden (5F1Rx2). De wielbasis was 4,6 meter.
De voertuigen werden aanvankelijk uitgerust met een metalen bestuurderscabine. Vanaf 1943 was minder staal beschikbaar en de stalen bestuurderscabine werd vervangen door een simpeler versie gemaakt van hout.
Er kwam ook een halfrupsvoertuig versie, de L 4500R. De achterwielen werden vervangen door rupsbanden waardoor het voertuig beter in moeilijk terrein vooruit kwam. De bijnaam voor deze voertuigen was Maultier ofwel muildier. Er zijn circa 1500 halfrupsvoertuigen geproduceerd.